# Oscar Osberg
Oscar Osberg (i riksdagen kallad Osberg i Åseby), född 4 juli 1872 i Bärfendals socken, död 2 december 1962 i Bärfendal, var en svensk lantbrukare och politiker (folkpartist). Föräldrar var lantbrukaren Karl August Matsson (1836–1919) och Julia Bernhardina, född Johansson 1849. Han var gift med Hildur Maria, född Westerståhl (d. 1959).
Oscar Osberg, som kom från en bondesläkt, reste 1891 till USA och fick anställning hos en plogfabrikant i Kennebunk, Maine där han efter drygt två år blev fabrikschef under närmare sex år. År 1899 åkte han till England och startade tillverkning av Vulcanite Fibre i Manchester i fyra år. Han återvände till Sverige 1903, och köpte då föräldragården samt ytterligare ett par hemmansdelar.
Osberg var ledamot av riksdagens andra kammare 1914–1940, fram till 1921 för Göteborgs och Bohus läns norra valkrets och från 1922 för Göteborgs och Bohus läns valkrets. I riksdagen var han bland annat ledamot i bankoutskottet 1937–1940 och suppleant i statsutskottet 1918–1924. Han tillhörde Liberala samlingspartiet från till 1923 och anslöt sig under den liberala partisplittringen 1924–1934 till Liberala riksdagspartiet. Från 1935 tillhörde han det återförenade Folkpartiet.
Osberg var också ordförande i Bärfendals kyrkostämma samt ledamot i landstinget 1910–1913, 1919–1926 och 1931. I riksdagen ägnade sig Osberg främst åt olika landsbygdsfrågor. I en motion 1921 krävde han "samhällets befrielse från zigenare och andra tattare". Oscar Osberg blev riddare av Vasaorden 1922.